# Armando Valdés
Armando Valdes Caicedo (Cali, Colombia; 29 de abril de 1993) es un futbolista colombiano.

## Trayectoria

### Real Madriz
El 30 de agosto de 2015 debuta con el Real Madriz dándole la victoria por la mínima frente a Managua. El 18 de noviembre marca su primer doblete en el empate a tres goles con Deportivo Ocotal.
Ya para el 20 de marzo de 2016 le da la victoria a su equipo 2 a 1 en su visita al Diriangén.

En su último partido con el club se despide con doblete en la goleada 4 a 0 sobre Deportivo Ocotal.

### Diriangén FC
Para julio del 2016 es traspasado al Diriangén FC de la misma liga. El 7 de agosto debuta en el empate a un gol con Managua. El 7 de septiembre marca su primer gol en la victoria 2 a 1 de visitantes sobre Juventus Managua. El 21 completa 3 goles en cuatro partidos donde marca para la victoria 2-3 contra el Managua.

## Clubes
| Club         | País      | Año         |
| ------------ | --------- | ----------- |
| Uniautonoma  | Colombia  | 2013        |
| Margarita FC | Venezuela | 2014 - 2015 |
| Real Madriz  | Nicaragua | 2015 - 2016 |
| Diriangén FC | Nicaragua | 2016 - 2017 |
| Managua FC   | Nicaragua | 2017 - 2018 |

## Estadísticas
| Club                     | Temporada           | Liga  | Liga  | Copa Nacional | Copa Nacional | Copa Internacional | Copa Internacional | Total | Total |
| Club                     | Temporada           | Part. | Goles | Part.         | Goles         | Part.              | Goles              | Part. | Goles |
| ------------------------ | ------------------- | ----- | ----- | ------------- | ------------- | ------------------ | ------------------ | ----- | ----- |
| Real Madriz · Nicaragua  | 2015/16             | 34    | 11    | 0             | 0             | -                  | -                  | 34    | 11    |
| Real Madriz · Nicaragua  | Total               | 34    | 11    | 0             | 0             | 0                  | 0                  | 34    | 11    |
| Diriangén FC · Nicaragua | 2016/17             | 37    | 6     | 0             | 0             | -                  | -                  | 37    | 6     |
| Diriangén FC · Nicaragua | Total               | 37    | 6     | 0             | 0             | 0                  | 0                  | 37    | 6     |
| Managua FC · Nicaragua   | 2017/18             | 37    | 3     | 0             | 0             | -                  | -                  | 37    | 3     |
| Managua FC · Nicaragua   | Total               | 37    | 3     | 0             | 0             | 0                  | 0                  | 37    | 3     |
| Boyacá Chicó · Colombia  | 2019                |       |       |               |               |                    |                    |       |       |
| Boyacá Chicó · Colombia  | Total               | 0     | 0     | 0             | 0             | 0                  | 0                  | 0     | 0     |
| Total en su carrera      | Total en su carrera | 108   | 20    | 0             | 0             | 0                  | 0                  | 108   | 20    |